# Gemeinde Rogaška Slatina

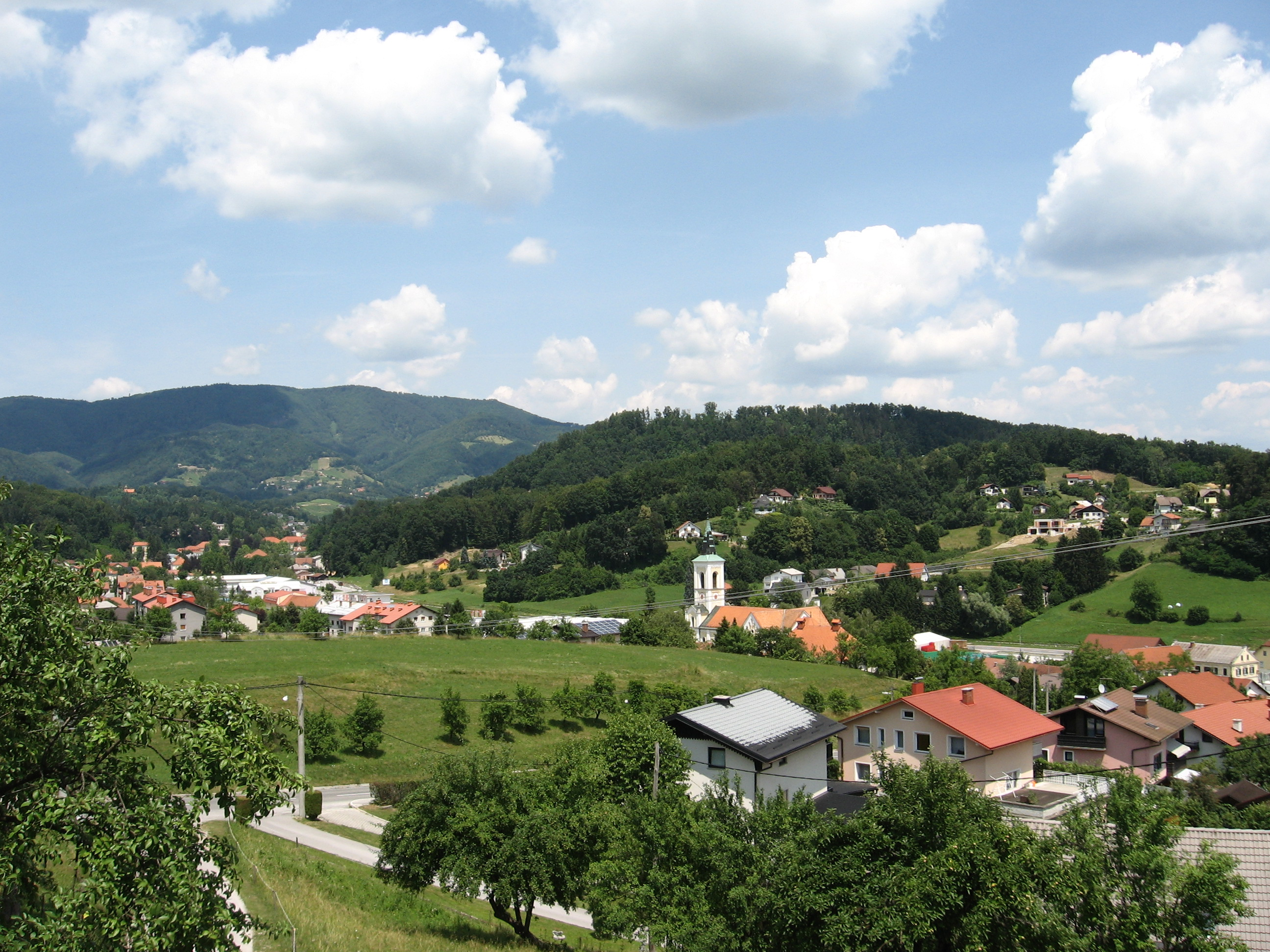
Blick auf Rogaška Slatina

Die Gemeinde Rogaška Slatina (slowenisch: Občina Rogaška Slatina) ist eine Gemeinde in Slowenien. Sie liegt in der historischen Landschaft Spodnja Štajerska (Untersteiermark), heute Region Savinjska.
Hauptort und Verwaltungssitz ist die Stadt Rogaška Slatina. 
Die zuvor zu Šmarje pri Jelšah gehörende Gemeinde ist seit 1994 eigenständig.
Bekannt ist Rogaška Slatina als Kurort.

## Lage
Rogaška Slatina liegt an den Ausläufern der Karawanken (Karavanke) an der kroatischen Grenze. Die Gemeinde ist umgeben von den Bergen Boč (980 m), Plešivec (832 m) und Donačka Gora (883 m). Geografisch gehört es zum östlichen Teil von Zgornje Sotelsko (etwa: Oberes Sotlatal).
Der Fluss Sotla bildet hier die Grenze zu Kroatien.

## Ortsteile
Die Gemeinde umfasst 41 Ortschaften. Die deutschen Exonyme in den Klammern wurden bis zum Abtreten des Gebietes an das Königreich der Serben, Kroaten und Slowenen im Jahr 1918 vorwiegend von der deutschsprachigen Bevölkerung verwendet und sind heutzutage größtenteils unüblich. :
- Brestovec (Wrestovetz)
- Brezje pri Podplatu (Pirck, Bresie)
- Cerovec pod Bočem (Zerovetz)
- Ceste (Zeste)
- Čača vas (Tschatschendorf)
- Drevenik (Baumgarten)
- Gabrce (Gaberg, Gaberze)
- Gabrovec pri Kostrivnici (Gabrovetz)
- Gradiški Dol
- Irje (Luisenhof)
- Kačji Dol (Wurmtal, Katschidoll)
- Kamence (Sankt Katharina)
- Kamna Gorca (Steinbühel, Kamenagorza)
- Male Rodne (Rodeinburg)
- Nimno
- Plat (Plath)
- Podplat (Podplath)
- Podturn
- Pristavica (Pristovetz)
- Prnek
- Rajnkovec (Rainersberg, Reinkovetz)
- Ratanska vas (Radmannsdorf)
- Rjavica
- Rogaška Slatina (Rohitsch-Sauerbrunn)
- Spodnja Kostrivnica (Unterkostreinitz)
- Spodnje Negonje (Unternegaun)
- Spodnje Sečovo (Unterschlag, Untersetschovo)
- Spodnji Gabrnik (Untergabernik)
- Sveti Florijan (Sankt Florian)
- Tekačevo (Takatschovo)
- Topole (Topolje)
- Tržišče (Marktl, Tersische)
- Tuncovec
- Velike Rodne (Rodeinburg)
- Vinec (Weindorf)
- Zagaj pod Bočem (Sagai)
- Zgornja Kostrivnica (Oberkostreinitz)
- Zgornje Negonje (Obernegaun)
- Zgornje Sečovo (Obersetschovo)
- Zgornji Gabrnik (Obergabernik)

## Nachbargemeinden
| Poljčane          | Makole                                      | Majšperk          |
| Šmarje pri Jelšah | Kompassrose, die auf Nachbargemeinden zeigt | Rogatec           |
| Šmarje pri Jelšah | Podčetrtek                                  | Hum na Sutli (HR) |

## Sehenswürdigkeiten
- Landschaftsschutzpark Boč-Donačka gora

## Geschichte
Auf dem Gemeindegebiet wurden vier Massengräber aus der Zeit des Zweiten Weltkriegs gefunden.